# 威廉斯伯勒鎮區 (北卡羅萊納州萬斯縣)
威廉斯伯勒鎮區（英語：Williamsboro Township）是位於美國北卡羅萊納州萬斯縣的一個鎮區。

## 地方資料
威廉斯伯勒鎮區的面積為100.75平方千米，皆為陸地。根據2020年美國人口普查的數據，當地共有人口3398人，而人口密度為每平方千米33.73人。